# Open Your Eyes (Alter Bridge)
Open Your Eyes è un singolo del gruppo musicale statunitense Alter Bridge, pubblicato il 28 giugno 2004 come primo estratto dal primo album in studio One Day Remains.
Si tratta di uno dei più grandi successi del gruppo ed ha raggiunto la seconda posizione della Mainstream Rock Songs nel 2004, la più alta posizione in classifica degli Alter Bridge fino al 2011, anno nel quale il singolo Isolation ha conquistato la prima posizione.
Il lato B del singolo, Save Me, è stato utilizzato nella colonna sonora del film Elektra nel 2005.

## La canzone
Come molti brani dell'album, Open Your Eyes tratta di rimpianti ed è uno dei sei brani del disco co-scritti dal cantante Myles Kennedy. Il coro sembra rappresentare la pace incoraggiante. Il chitarrista Mark Tremonti inizialmente voleva Down to My Last come primo singolo, ma la casa discografica lo ha respinto, dicendo che suonava troppo simile ai Creed, l'ex-band di Tremonti, del bassista Brian Marshall e del batterista Scott Phillips. Open Your Eyes è stata quindi la scelta seguente.
Durante le esibizioni dal vivo, la band suona di solito Open Your Eyes come ultima canzone prima del bis o come parte dello stesso prima della conclusiva Rise Today. La sezione centrale del brano viene spesso estesa in concerto e in genere Kennedy invita la folla ad unirsi al canto.

## Video musicale
Per la canzone è stato realizzato un videoclip degli Alter Bridge, che ritrae i quattro membri del gruppo mentre suonano in una foresta appena andata in fuoco.

## Tracce
Testi e musiche di Mark Tremonti, eccetto dove indicato
CD singolo (Australia, Europa)
1. Open Your Eyes (Radio Edit) – 4:31 (testo: Mark Tremonti, Myles Kennedy)
2. Open Your Eyes (Album Version) – 4:58 (testo: Mark Tremonti, Myles Kennedy)
3. Save Me – 3:27
4. Open Your Eyes (Video) – 4:29 (testo: Mark Tremonti, Myles Kennedy)

## Formazione
Gruppo
- Myles Kennedy – voce, arrangiamento
- Mark Tremonti – chitarra, voce, arrangiamento
- Brian Marshall – basso, arrangiamento
- Scott Phillips – batteria, arrangiamento

Altri musicisti
- Jamie Muhoberac – tastiera, programmazione
- Blumpy – tastiera, programmazione
- David Campbell – arrangiamento strumenti ad arco

Produzione
- Ben Grosse – produzione, registrazione, missaggio
- Alter Bridge – coproduzione
- Blumpy – ingegneria del suono digitale, montaggio digitale
- Adam Barber – ingegneria del suono digitale, montaggio digitale
- Shilpa Patel – montaggio aggiuntivo, assistenza tecnica
- Jack Odom – assistenza alla registrazione
- Shaun Evans – assistenza alla registrazione
- Paul Pavao, Chuck Bailey – assistenza al missaggio
- Tom Baker – mastering

## Classifiche
| Classifica (2004)             | Posizione massima |
| ----------------------------- | ----------------- |
| Australia                     | 49                |
| Stati Uniti (alternative)     | 24                |
| Stati Uniti                   | 123               |
| Stati Uniti (mainstream rock) | 2                 |

## In altri media
- Una versione ridotta del brano è apparsa nel videogioco Madden NFL 2005.[7]
- Dopo che i Boston Red Sox hanno vinto le World Series nel 2004, è stato pubblicato su internet un video dal vivo in cui gli Alter Bridge eseguivano Open Your Eyes con i giocatori dei Red Sox Johnny Damon, Kevin Millar e Bronson Arroyo. Il video è stato poi postato dalla band sul proprio sito internet temporaneo dopo aver lasciato la Wind-Up Records.